# Jacques Tourneur
Jacques Tourneur (Parijs, 12 november 1904 – Bergerac, 19 december 1977) was een Frans-Amerikaans filmregisseur.
Jacques Tourneur kwam in 1914 samen met zijn vader, de Franse regisseur Maurice Tourneur, naar de Verenigde Staten. In 1919 kreeg hij het Amerikaanse staatsburgerschap. Na zijn vader een tijdlang te hebben geholpen debuteerde hij in 1931 als regisseur met de Franse film Tout ça ne vaut pas l'amour.
In 1935 ontmoette hij de filmproducent Val Lewton. Hij haalde hem naar de pas opgerichte horrorafdeling van de filmmaatschappij RKO. Hij draaide vervolgens films als Cat People (1942) en I Walked with a Zombie (1943). In 1947 regisseerde hij de film Out of the Past met Robert Mitchum en Kirk Douglas.  De film geldt als een meesterwerk van de film noir.
Na 1950 oogstte Tourneur minder succes met zijn films.

## Filmografie
- 1931: Tout ça ne vaut pas l'amour
- 1933: Toto
- 1933: Pour être aimé
- 1934: Les Filles de la concierge
- 1939: They All Come Out
- 1939: Nick Carter, Master Detective
- 1940: Phantom Raiders
- 1941: Doctors Don't Tell
- 1942: Cat People
- 1943: I Walked with a Zombie
- 1943: The Leopard Man
- 1944: Days of Glory
- 1944: Experiment Perilous
- 1946: Canyon Passage
- 1947: Out of the Past
- 1948: Berlin Express
- 1949: Easy Living
- 1950: Stars in My Crown
- 1950: The Flame and the Arrow
- 1951: Circle of Danger
- 1951: Anne of the Indies
- 1952: Way of a Gaucho
- 1953: Appointment in Honduras
- 1955: Stranger on Horseback
- 1955: Wichita
- 1956: Great Day in the Morning
- 1957: Nightfall
- 1957: Night of the Demon
- 1958: The Fearmakers
- 1959: Timbuktu
- 1959: La battaglia di Maratona
- 1963: The Comedy of Terrors
- 1965: City Under the Sea